# Rio Branco Football Club
El Rio Branco Football Club és un club de futbol brasiler de la ciutat de Rio Branco a l'estat d'Acre.

## Història

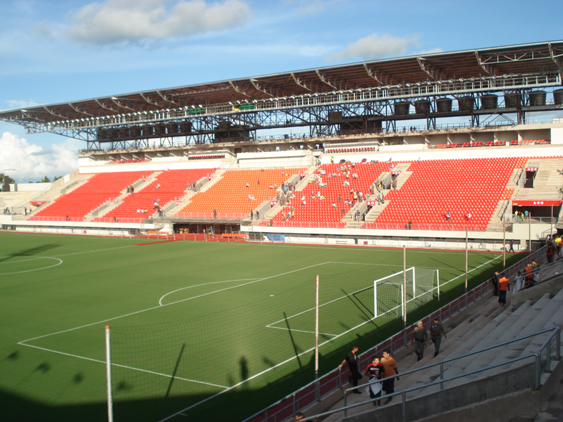
Arena da Floresta.

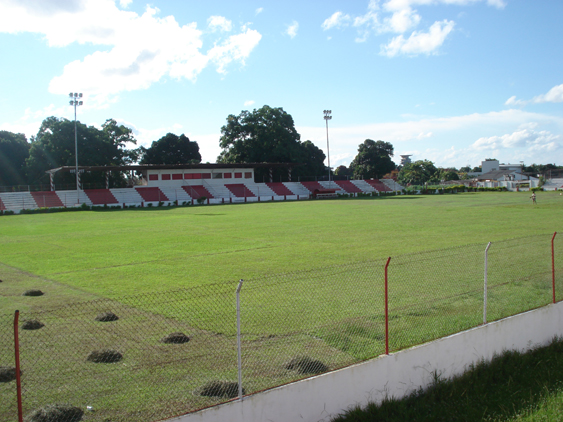
Estadi José de Melo.

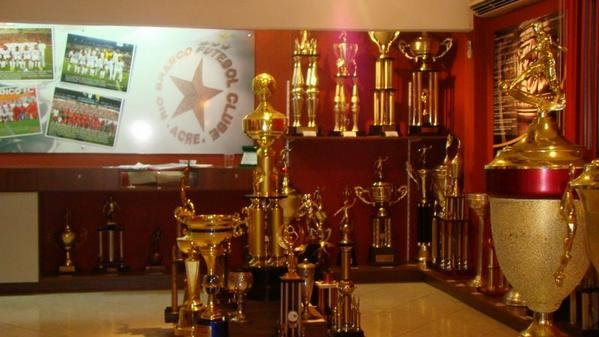
Trofeus del club.

El club va néixer el 8 de juny de 1919, fundat per d'advocat Luiz Mestrinho Filho, un parent del Governador Gilberto Mestrinho. El 1947 guanyà per primer cop el campionat d'Acre organitzat per la Federação de Futebol do Estado do Acre. Entre 1955 i 1957 guanyà tres campionats estatals consecutius. El Rio Branco fou el primer campió de la Copa Norte el 1997, derrotant el Remo de Pará a la final. Entre 2002 i 2005, el Rio Branco guanyà quatre campionats estatals consecutius.

## Palmarès
- Copa Norte: 
  - 1997
- Torneio de Integração da Amazônia: 
  - 1976, 1979, 1984
- Campionat acreano:
  - 1947, 1950, 1951, 1955, 1956, 1957, 1961, 1962, 1964, 1971, 1973, 1978, 1979, 1983, 1986, 1992,1994, 1997, 2000, 2002, 2003, 2004, 2005, 2007, 2008, 2010, 2011, 2012, 2014

## Estadi
Disputa els seus partits a l'Estadi José de Melo, el qual té una capacitat per a 8.000 espectadors. També juga partits a l'Arena da Floresta, amb capacitat per a 20.000 persones.

## Estadístiques
| Temp. | Lliga estatal | Lliga estatal | Lliga estatal | Lliga estatal | Lliga estatal | Lliga estatal | Lliga estatal | Lliga estatal | Lliga estatal | Lliga estatal | Lliga brasilera | Lliga brasilera | Lliga brasilera | Lliga brasilera | Lliga brasilera | Lliga brasilera | Lliga brasilera | Lliga brasilera | Lliga brasilera | Copa do Brasil |
| Temp. | Divisió       | Format        | PJ            | PG            | PE            | PP            | GF            | GC            | Pts           | Pos           | Divisió         | PJ              | PG              | PE              | PP              | GF              | GC              | Pts             | Pos             | Copa do Brasil |
| ----- | ------------- | ------------- | ------------- | ------------- | ------------- | ------------- | ------------- | ------------- | ------------- | ------------- | --------------- | --------------- | --------------- | --------------- | --------------- | --------------- | --------------- | --------------- | --------------- | -------------- |
| 1999  | A             | (g6*,g6*)-2   | 10            | 6             | 1             | 3             |               |               | 19            | 3r            |                 |                 |                 |                 |                 |                 |                 |                 |                 |                |
| 2000  | A             | (g6*,g6*)-2   | 12            | 8             | 3             | 0             |               |               | 27            | 1r            | Mòdul verd      | 12              | 5               | 3               | 4               | 20              | 16              | 18              |                 |                |
| 2001  | A             | (g6*,g6*)-2   | 12            | 6             | 2             | 3             | 29            | 11            | 20            | 2n            |                 |                 |                 |                 |                 |                 |                 |                 |                 |                |
| 2002  | A             | g6            | 10            | 9             | 0             | 1             | 27            | 4             | 27            | 1r            |                 |                 |                 |                 |                 |                 |                 |                 |                 |                |
| 2003  | A             | (g7*,g7*)-2   | 12            | 10            | 2             | 0             |               |               | 32            | 1r            | C               |                 |                 |                 |                 |                 |                 |                 | R32             |                |
| 2004  | A             |               | 14            | 9             | 2             | 3             |               |               | 29            | 1r            | C               |                 |                 |                 |                 |                 |                 |                 | QF              | 2a ronda       |
| 2005  | A             | (g5*,g5*)-2   | 13            | 9             | 3             | 1             |               |               | 30            | 1r            |                 |                 |                 |                 |                 |                 |                 |                 |                 | 1a ronda       |
| 2006  | A             | Tacas         | 10            | 6             | 1             | 3             | 19            | 12            | 19            | 2n            | abandonament    | abandonament    | abandonament    | abandonament    | abandonament    | abandonament    | abandonament    | abandonament    | abandonament    | 1a ronda       |
| 2007  | A             | (g7*;g7*)-2   | 12            | 10            | 2             | 0             | 47            | 11            | 32            | 1r            | C               | 6               | 3               | 1               | 2               | 9               | 7               | 10              | 3r(R16)         | no class.      |
| 2008  | A             | (g8*;g6*)-2   | 13            | 12            | 0             | 1             | 42            | 15            | 36            | 1r            | C               | 14              | 5               | 1               | 8               | 25              | 30              | 16              | 8è(R8)          | 1a ronda       |
| 2009  | A             | 2g5*-4-2*     | 6             | 4             | 2             | 0             | 16            | 7             | 14            | 2n            | C               | 10              | 4               | 2               | 4               | 18              | 15              | 14              | QF              | 1a ronda       |
| 2010  | A             | g9*-4         | 13            | 11            | 1             | 1             | 40            | 17            | 34            | 1r            | C               | 8               | 2               | 4               | 2               | 12              | 17              | 10              | 4t(GS)          | no class.      |
| 2011  | A             | g8-4          | 18            | 12            | 2             | 4             | 42            | 22            | 38            | 1r            | C               |                 |                 |                 |                 |                 |                 |                 |                 | 1a ronda       |